# Wnt信号通路
Wnt信号通路是一个复杂的蛋白质作用网络，其功能最常见于胚胎發育和癌症，但也参与成年动物的正常生理过程。
现在已鉴别出三种Wnt信号通路：经典Wnt通路（canonical Wnt pathway）、非经典Wnt/平面细胞极化通路（noncanonical Wnt/planar cell polarity pathway，PCP）和非经典Wnt/钙离子通路（noncanonical Wnt/calcium pathway）。所有这三种Wnt信号通路都由Wnt蛋白配体与其受体卷曲受体的结合来活化，将信号传给胞内的散乱蛋白。经典Wnt信号通路参与基因表达的调控，非经典平面细胞极化通路调控细胞骨架控制细胞形状，非经典Wnt/钙离子通路调控细胞内钙离子的浓度。Wnt信号通路常用于临近的细胞之间的通信（旁分泌）或同个细胞自身的通信（自分泌）。Wnt信号通路在动物中高度保守，从果蝇到人类都非常类似。

## 发现
Wnt得名于Wg (wingless) 与Int. wingless 基因最早在果蝇中被发现并作用于胚胎發育， 以及成年动物的肢体形成  INT 基因最早在脊椎动物中发现，位于小鼠乳腺肿瘤病毒（MMTV）整合位点附近。 Int-1 基因与 wingless 基因具有同源性。
果蝇中 wingless 基因突变可导致无翅畸形，而 小鼠乳腺肿瘤中MMTV复制并整合入基因组可导致一种或几种Wnt基因合成增加。

## 机制
Wnt信号通路 包括许多可调控Wnt信号分子合成的蛋白质，它们与靶细胞上的受体相互作用，而靶细胞的生理反应则来源于细胞和胞外Wnt配体的相互作用。尽管反应的发生及强度因Wnt配体，细胞种类及机体自身而异，信号通路中某些成分，从线虫到人类都具有很高的同源性。蛋白质的同源性提示多种各异的Wnt配体来源于各种生物的共同祖先。
经典Wnt通路描述当Wnt蛋白与细胞表面Frizzled受体家族结合后的一系列反应，包括Dishevelled受体家族蛋白质的激活及最终细胞核内β-catenin水平的变化。 Dishevelled (DSH) 是细胞膜相关Wnt受体复合物的关键成分，它与Wnt结合后被激活，并抑制下游蛋白质复合物，包括axin、GSK-3、与APC蛋白。axin/GSK-3/APC 复合体可促进细胞内信号分子β-catenin的降解。当“β-catenin 降解复合物”被抑制后，胞浆内的β-catenin得以稳定存在，部分 β-catenin进入细胞核与TCF/LEF转录因子家族作用并促进特定基因的表达。

## Wnt介导的细胞反应
经典Wnt信号通路介导的重要细胞反应包括：
胚胎发育
Wnt信号在胚胎发育中起着至关重要的作用。它存在于脊椎动物和无脊椎动物中，包括人类、青蛙、斑马鱼、秀丽隐杆线虫、果蝇等。它首先在果蝇的节段极性中发现，它有助于建立前极和后极性。它与其他发展过程有关。正如它在果蝇中的功能所表明的那样，它在体轴形成中起着关键作用，特别是前后轴和背腹轴的形成。它参与诱导细胞分化，以促进肺和卵巢等重要器官的形成。Wnt通过适当调节细胞增殖和迁移进一步确保这些组织的发育。Wnt信号转导功能可分为轴模式化、细胞命运规律、细胞增殖和细胞迁移。
体轴形成
在早期胚胎发育中，主要身体轴的形成是建立生物体整体身体计划的关键步骤。轴包括前后轴、背腹轴和左右轴。Wnt 信号转导与前后轴和背腹轴 （DV） 轴的形成有关。在哺乳动物、鱼类和青蛙中可以看到前后发育中的 Wnt 信号转导活性。在哺乳动物中，原始条纹和其他周围组织产生形态发生化合物 Wnts、BMPs、FGFs、Nodal 和视黄酸，以在胃晚期建立后部区域。这些蛋白质形成浓度梯度。最高浓度的区域表示后部区域，而最低浓度区域表示前部区域。在鱼类和青蛙中，由经典 Wnt 信号转导产生的β连环蛋白导致组织中心的形成，这些组织中心与 BMP 一起引发后部形成。Wnt 参与 DV 轴形成可以在 Spemann 组织者的形成活动中看到，它建立了背侧区域。典型的 Wnt 信号转导β连环蛋白的产生通过激活双胞胎和 siamois 基因诱导该组织者的形成。同样，在禽类原肠胚形成中，科勒镰状细胞表达不同的中胚层标记基因，这些基因允许细胞在原始条纹形成过程中进行不同的运动。由 FGF 激活的 Wnt 信号是这种运动的原因。
Wnt 信号转导还参与发育后期特定身体部位和器官系统的轴形成。在脊椎动物中，shh和 Wnt 形态发生信号梯度在神经管轴向模式化过程中建立中枢神经系统的背腹轴。高 Wnt 信号转导建立背侧区域，而高 Shh 信号转导指示腹侧区域。Wnt 通过参与轴突引导参与中枢神经系统的 DV 形成。Wnt 蛋白在前后方向引导脊髓轴突。Wnt 还参与肢体 DV 轴的形成。具体来说，Wnt7a有助于产生发育中肢体的背侧图案。
在胚胎分化波发育模型中，Wnt作为准备分化的感受态细胞中的信号复合物的一部分起着关键作用。Wnt对细胞骨架的活动做出反应，稳定由收缩或膨胀波产生的初始变化，同时通过使用其不同的信号通路向细胞核发出信号，表明单个细胞参与了哪个波。因此，Wnt活性放大了发育过程中发生的机械信号。
细胞命运调控
细胞命运调控或细胞分化是未分化细胞可以成为更特化的细胞类型的过程。Wnt 信号转导诱导多能干细胞分化为中胚层和内胚层祖细胞。这些祖细胞进一步分化为细胞类型，例如内皮细胞、心脏细胞和血管平滑肌谱系。 Wnt信号诱导干细胞造血。具体来说，Wnt3 导致具有造血潜力的中胚层承诺细胞。Wnt1 拮抗神经分化，是神经干细胞自我更新的主要因素。这允许神经系统细胞再生，这进一步证明了在促进神经干细胞增殖方面的作用。Wnt 信号转导参与生殖细胞测定、肠道组织规范、毛囊发育、肺组织发育、躯干神经嵴细胞分化、肾单位发育、卵巢发育和性别决定。Wnt信号还拮抗心脏形成，Wnt抑制被证明是发育过程中心脏组织的关键诱导剂，和小分子Wnt抑制剂通常用于从多能干细胞产生心肌细胞。
细胞增殖
为了使形成不同生物体的特定细胞组织所需的细胞大规模分化，必须进行胚胎干细胞的增殖和生长。该过程通过经典的 Wnt 信号传导介导，其增加细胞核和细胞质β-连环蛋白。增加的β-连环蛋白可以启动细胞周期蛋白 D1 和 c-myc 等蛋白质的转录激活，这些蛋白质控制细胞周期中的 G1 到 S 相变。进入 S 期会导致 DNA 复制并最终导致有丝分裂，这是细胞增殖的原因。这种增殖的增加与细胞分化直接相关，因为随着干细胞的增殖，它们也会分化。这允许在胚胎发育过程中特定组织系统的整体生长和发育。这在循环系统等系统中很明显，其中 Wnt3a 导致红细胞形成所需的造血干细胞的增殖和扩增。
癌症干细胞的生物化学与其他肿瘤细胞的生物化学有细微的不同。这些所谓的Wnt成瘾细胞劫持并依赖Wnt通路的持续刺激来促进其不受控制的生长，存活和迁移。在癌症中，Wnt信号转导可以通过下游癌基因和肿瘤抑制基因的突变变得独立于常规刺激，即使正常受体尚未接收到信号，这些基因和抑癌基因也会被永久激活。β-连环蛋白与转录因子（如蛋白质 TCF4）结合，这些分子结合激活必要的基因。LF3在体外、细胞系中强烈抑制这种结合，并减少小鼠模型中的肿瘤生长。它阻止了复制并降低了它们的迁移能力，所有这些都不会影响健康的细胞。治疗后没有癌症干细胞残留。这一发现是“合理药物设计”的产物，涉及AlphaScreens和ELISA技术。
细胞迁移
胚胎发育过程中的细胞迁移允许建立身体轴、组织形成、肢体诱导和其他几个过程。Wnt 信号转导有助于介导这一过程，尤其是在收敛扩展期间。在原肠胚形成过程中，需要来自 Wnt PCP 通路和典型 Wnt 通路的信号转导才能进行适当的收敛延伸。收敛延伸受 Wnt/钙通路的进一步调节，该通路在激活时会阻断收敛延伸。Wnt 信号转导还通过控制神经母细胞、神经嵴细胞、肌细胞和气管细胞的迁移行为，在发育的后期诱导细胞迁移。
Wnt 信号转导参与另一个称为上皮-间充质转化 （EMT） 的关键迁移过程。这个过程允许上皮细胞转化为间充质细胞，使它们不再被固定在层粘连蛋白上。它涉及钙粘蛋白下调，以便细胞可以从层粘连蛋白中分离并迁移。Wnt 信号转导是 EMT 的诱导剂，尤其是在乳腺发育中。
胰岛素敏感性
胰岛素是一种肽类激素，参与某些生物体内的葡萄糖稳态。具体来说，它导致细胞膜中葡萄糖转运蛋白的上调，以增加血液中葡萄糖的摄取。该过程部分由Wnt/β-catenin信号传导的激活介导，这可以增加细胞的胰岛素敏感性。特别是，Wnt10b 是一种 Wnt 蛋白，可增加骨骼肌细胞的这种敏感性。